# Cosmosoma auge
Cosmosoma auge är en fjärilsart som beskrevs av Carl von Linné 1767. Cosmosoma auge ingår i släktet Cosmosoma och familjen björnspinnare. Inga underarter finns listade i Catalogue of Life.